# El Chavo del 8 (personaje)
El Chavo del 8 o simplemente el Chavo es el protagonista de la serie humorística mexicana homónima. Fue interpretado por Roberto Gómez Bolaños y en la serie animada su voz es interpretada por Jesús Guzmán. «Chavo» significa «niño» en el lenguaje coloquial mexicano, por lo que su nombre verdadero es desconocido.
Es muy entusiasta, creativo y bienintencionado, aunque también muy inocente, razón por la cual otros niños se aprovechan de él. No es muy brillante y es un tanto torpe. Se dice que llegó a la vecindad a los cuatro años de edad y aparentemente vive en el apartamento #8, no se sabe con quién exactamente, pero se dice que una anciana lo cuidó en su apartamento hasta que esta falleció.

## Descripción

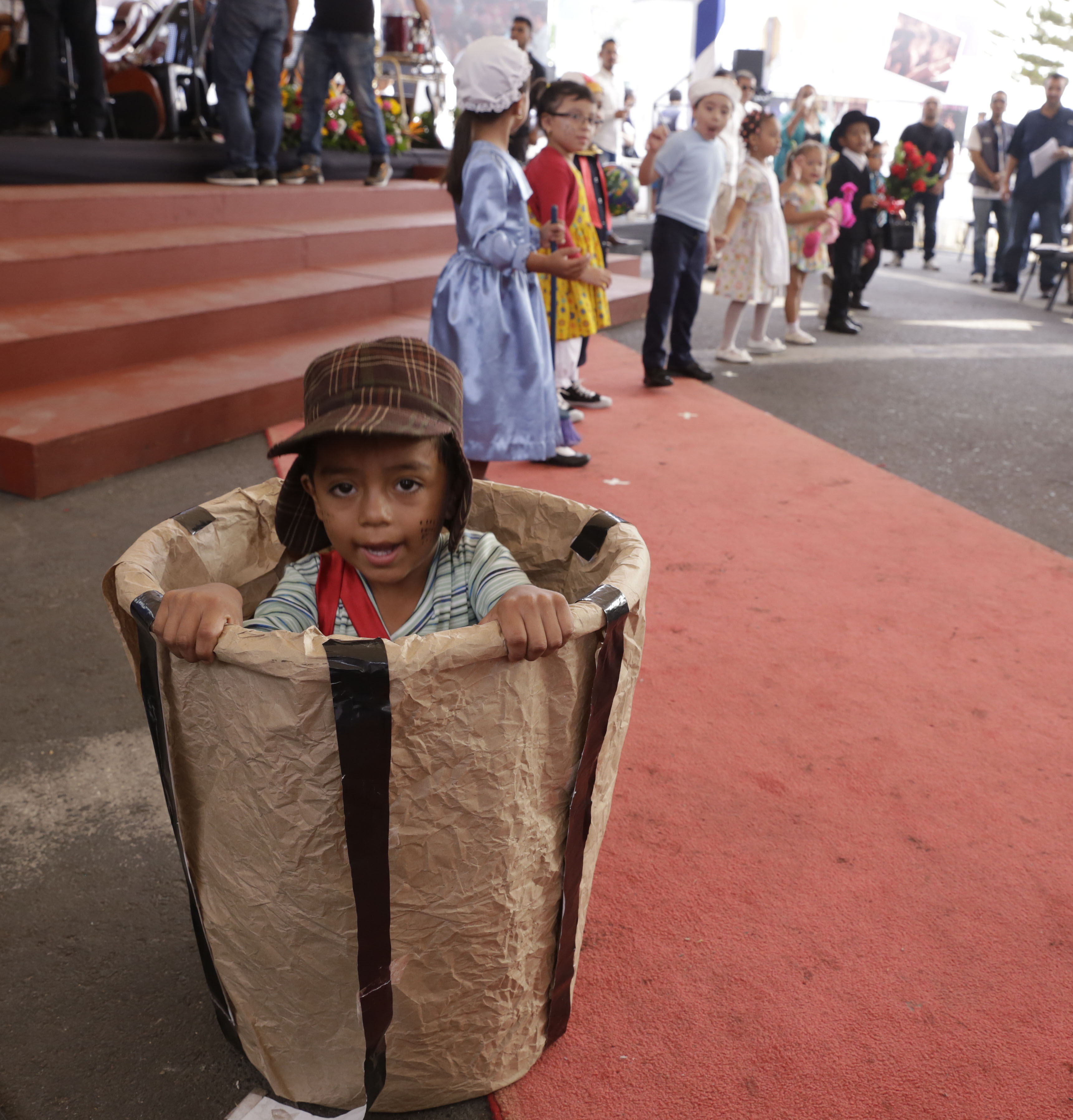
Actuación infantil; De El Chavo. Por niños salvadoreños

El Chavo es un niño huérfano, pobre y mal alimentado que pasa la mayor parte del tiempo en un barril ubicado en el patio delantero de una vecindad mexicana de clase media-baja propiedad del Señor Barriga. En un principio se le llamó "El Chavo del 8" porque esta serie se transmitía en el canal 8 de la TV mexicana (hoy Nu9ve), pero cuando el programa se empezó a transmitir en otro canal debido a su popularidad el propio personaje explicó al resto que era una creencia falsa el que viviera en el barril del patio y el "8" era debido a que vivía en el apartamento #8, aunque, no se sabe su verdadero nombre, ni con quién vive, ya que en las ocasiones en que le han preguntado al respecto, alguien lo interrumpe antes que pueda contestar.
En la vecindad siempre está jugando con Quico, La Chilindrina, La Popis, Ñoño, Godínez, Paty y otros niños, con quienes experimenta en forma frecuente conflictos típicos de los infantes que generalmente terminan en pleitos y se resuelven de manera hilarante a veces con la intervención de los demás personajes, aunque al final prevalece el sentimiento de amistad entre él y sus vecinos.
Si bien es cierto el Chavo es torpe y poco brillante, en algunas ocasiones tiene salidas muy ingeniosas y cómicas, se gana la vida haciendo mandados, a veces reciclando latas y botellas vacías, ahorrando dinero de su alcancía para la Cruz Roja, Navidad, fin de año, los Santos Reyes (según él), vendiendo periódicos y revistas, aguas frescas, trabajando de bolero, de mesero y otros. Es muy honrado, aunque esto no se aplica a la comida ajena, la cual muchas veces come cuando los dueños se descuidan.
Está enamorado de Paty, la sobrina de Gloria (en varios episodios originales y varias temporadas de la serie animada porque recibe besos, aunque siente un gran aprecio hacia la Chilindrina, quien anteriormente lo besaba en otros episodios), es muy amigo de todos, sobre todo de Don Ramón, aunque reciba golpes de él sabe que nunca lo decepcionará y lo ve como un modelo a imitar a pesar de ser consciente de sus defectos. En lo que se refiere a peleas, se sabe que por lo general es mejor que Quico, pero nunca ha podido golpear a Ñoño quien se defiende con su estómago, e incluso a Godínez, quién responde golpeando más fuerte.
Constantemente piensa en comida, le encantan las tortas de jamón, siendo la comida el único motivo y objeto por el cual es capaz de robar. Cuando se asusta por algo le da "la garrotera", un ataque que lo inmoviliza en una posición específica (de pie, un poco encorvado, con un brazo flexionado frente al pecho y el otro extendido hacia abajo, las piernas flexionadas y la cabeza mirando sobre el hombro izquierdo), casi en un estado de inconsciencia; según el Chavo explica: "Siento como si sintiera que no estuviera sintiendo nada", la única forma de lograr que vuelva en sí es arrojar agua fría en su rostro.
Tiene muchas frases características como "Fue sin querer queriendo"; "Se me chispoteó"; "Bueno, pero no se enoje"; "Es que no me tienen paciencia";  "Vas a ver a la salida" y su clásico "Eso, eso, eso", cuando está feliz zapatea como si bailara y cuando está enojado patea el suelo de manera violenta y furiosa, comúnmente juega con una escoba que intenta mantener equilibrada en el pie, crea sus juguetes de una manera sencilla usando latas, cartones y jugando yoyos, baleros y más, pero estos son opacados por los de Quico, cuando él trae la misma clase de juguete pero costoso y más atractivo .

## Vestuario

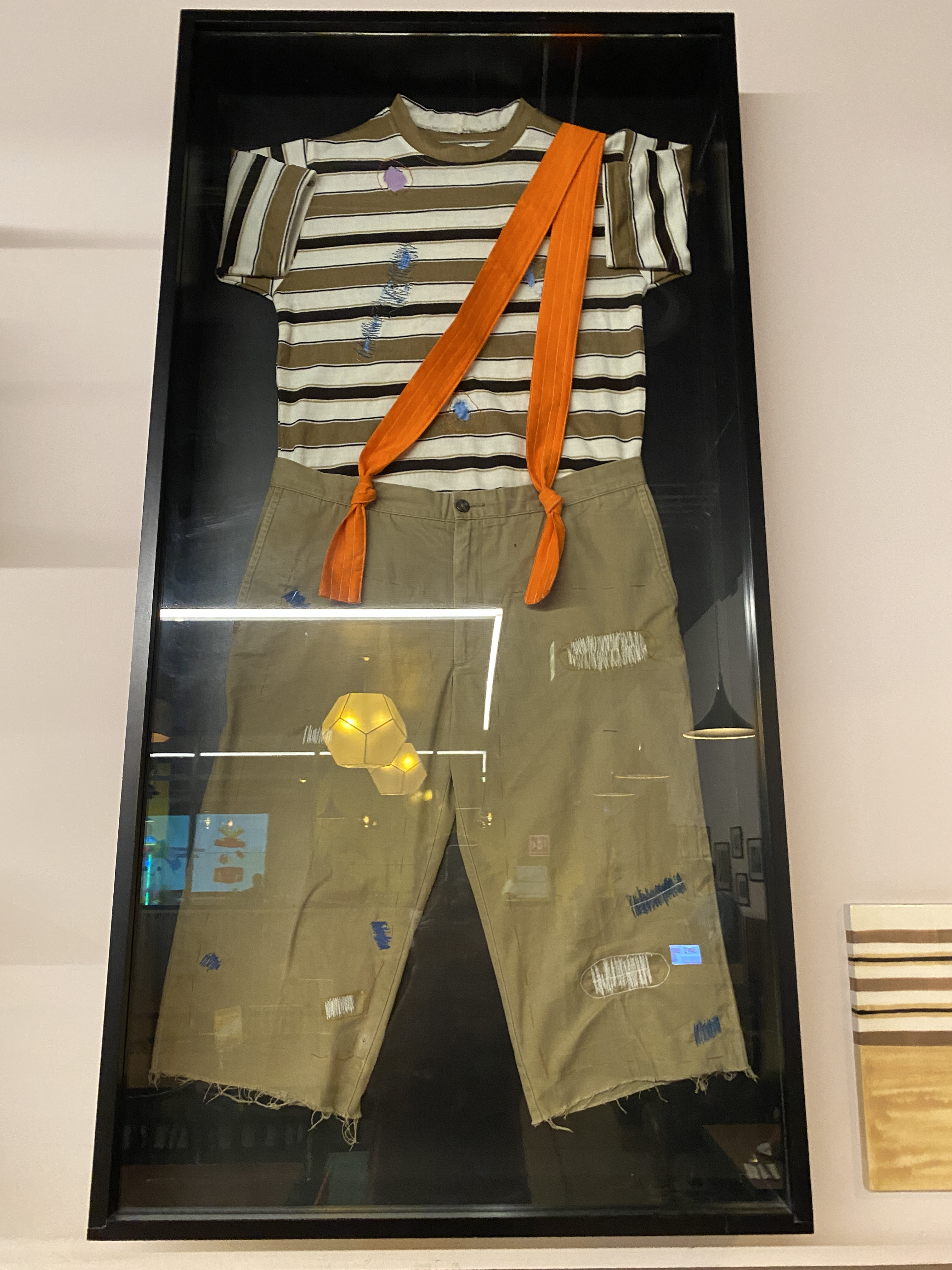
Traje usado por Roberto Gómez Bolaños para caracterizar al personaje.

El Chavo es pecoso y utiliza una gorra verde a cuadros con visera y orejeras, una camiseta remendada blanca con rayas horizontales color café y amarilla, un pantalón café sostenido por dos tirantes rojos sobre su hombro izquierdo y unos zapatos, regalo de La Chilindrina, negros con cordones amarillos.
Aunque durante los primeros episodios se le podía ver vestido con unos pantalones color celeste o amarillo y en algunas oportunidades se le ha visto con camisetas blancas o amarillas, y hasta con una camiseta con la figura de El Chapulín Colorado, quién es su ídolo, lo mismo en la versión animada, exceptuando los zapatos y el pantalón es naranja y los zapatos cafés.

## Nombre
En diciembre de 2016, un rumor empezó a circular en la red, según este en el libro El diario del Chavo del 8, escrito por Gómez Bolaños en 1995, se revela su verdadero nombre: Rodolfo Pietro Filiberto Raffaelo Guglielmi, sin embargo dicho rumor fue desmentido por fuentes oficiales ya que, por el contrario, en dicho libro se recalca en varias ocasiones que carece de nombre.

Me costó mucho trabajo entablar conversación con él, pues era notorio que mis preguntas provocaban el natural recelo de quien está acostumbrado a recibir muy poco —casi nada, diría yo— de los demás.
—¿Cómo te llamas? —le pregunté.
—Pus da lo mismo, ¿no?
—¿......? ¿Qué es lo que da lo mismo?
—Que me llame como sea. De cualquier manera todos dicen que soy el Chavo del Ocho.
El diario del Chavo del 8; prólogo.

Por lo demás, incluso se señala que el hecho de que el personaje tenga nombre o no, es irrelevante.

Carece de tanto, que ni siquiera parece tener un nombre propio. Pero ni esto hace falta, ya que su apodo, «El Chavo del Ocho», será escuchado y repetido semanalmente por más de 300 millones de televidentes.
Florinda Meza; El diario del Chavo del 8; Histórico.

Según el mismo personaje narra en el libro, esta condición respecto a su identidad parece originarse en el hecho de ser el producto de una aventura de una noche de su madre, quien ponía tan poco interés en cuidar a su hijo que se llevaba al niño que tuviese mas cerca cuando lo retiraba de la guardería, razón por la cual el Chavo acaba razonando «O sea que lo más seguro es que yo no sea yo.»